# Costa Esqueleto
Costa Esqueleto es el primer disco larga duración de la banda chilena Mantarraya lanzado en octubre de 2013. El lanzamiento oficial del disco contó con una pequeña gira que comprendió presentaciones en Havana Club (Concepción), Magnolia Bar (Chillán) y Bar Loreto (Santiago), cuyo sencillo promocional fue el tema "Atlántida". El disco fue recibido rápidamente con buenas críticas de los medios locales y en países como Argentina y México. En diciembre de 2013, a tan solo dos meses de su lanzamiento, recibió el premio CERES como mejor disco pop rock del año.

## Lista de canciones
| Costa Esqueleto |                                  |          |  |
| N.º             | Título                           | Duración |  |
| 1.              | «El origen de la Vía Láctea»     | 1:28     |  |
| 2.              | «Naufragio»                      | 5:06     |  |
| 3.              | «Atlántida»                      | 3:45     |  |
| 4.              | «Glaciares»                      | 3:37     |  |
| 5.              | «Es posible viajar en el tiempo» | 3:54     |  |
| 6.              | «Darwin»                         | 5:46     |  |
| 7.              | «Vía Láctea»                     | 4:48     |  |
| 8.              | «Costa Esqueleto»                | 3:43     |  |
| 9.              | «Sinfonía de mar»                | 3:38     |  |